# Fredshög-Stavstensudde
Fredshög-Stavstensudde är ett kommunalt och marint naturreservat i Trelleborgs kommun i Skåne län.
Området är naturskyddat sedan 2015 och är 1 026 hektar stort. Reservatet består av strandäng (2 hektar) och i vattnet blåstångsskogar och ålgräsängar.
Det finns också en trevlig snorkelled öster om småbåtshamnen Skåre. 